# Marines (Val-d'Oise)
Pour les articles homonymes, voir Marines.
Marines est une commune française située dans le département du Val-d'Oise en région Île-de-France.

## Géographie

### Localisation
Marines se situe sur le flanc sud-ouest de la butte-témoin du Caillouet au cœur du Vexin français, à 50 km au nord-ouest de Paris entre les vallées de la Viosne et du Sausseron.

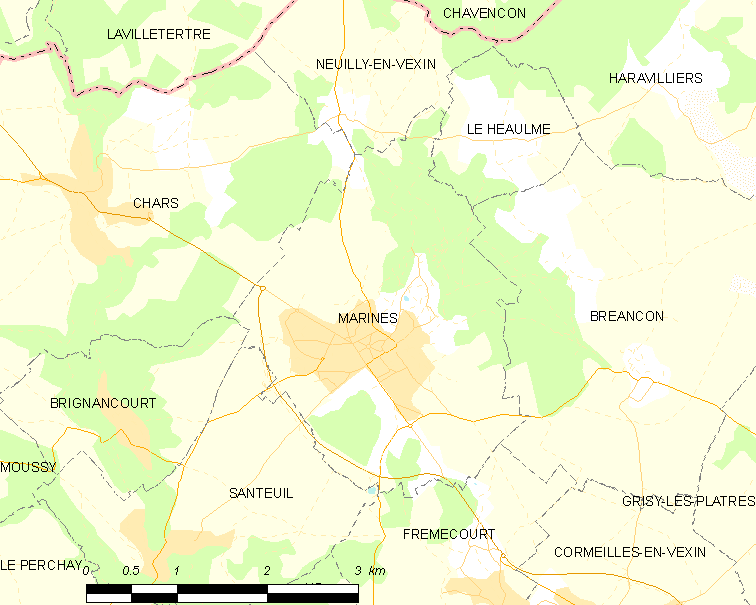
Carte de la commune.
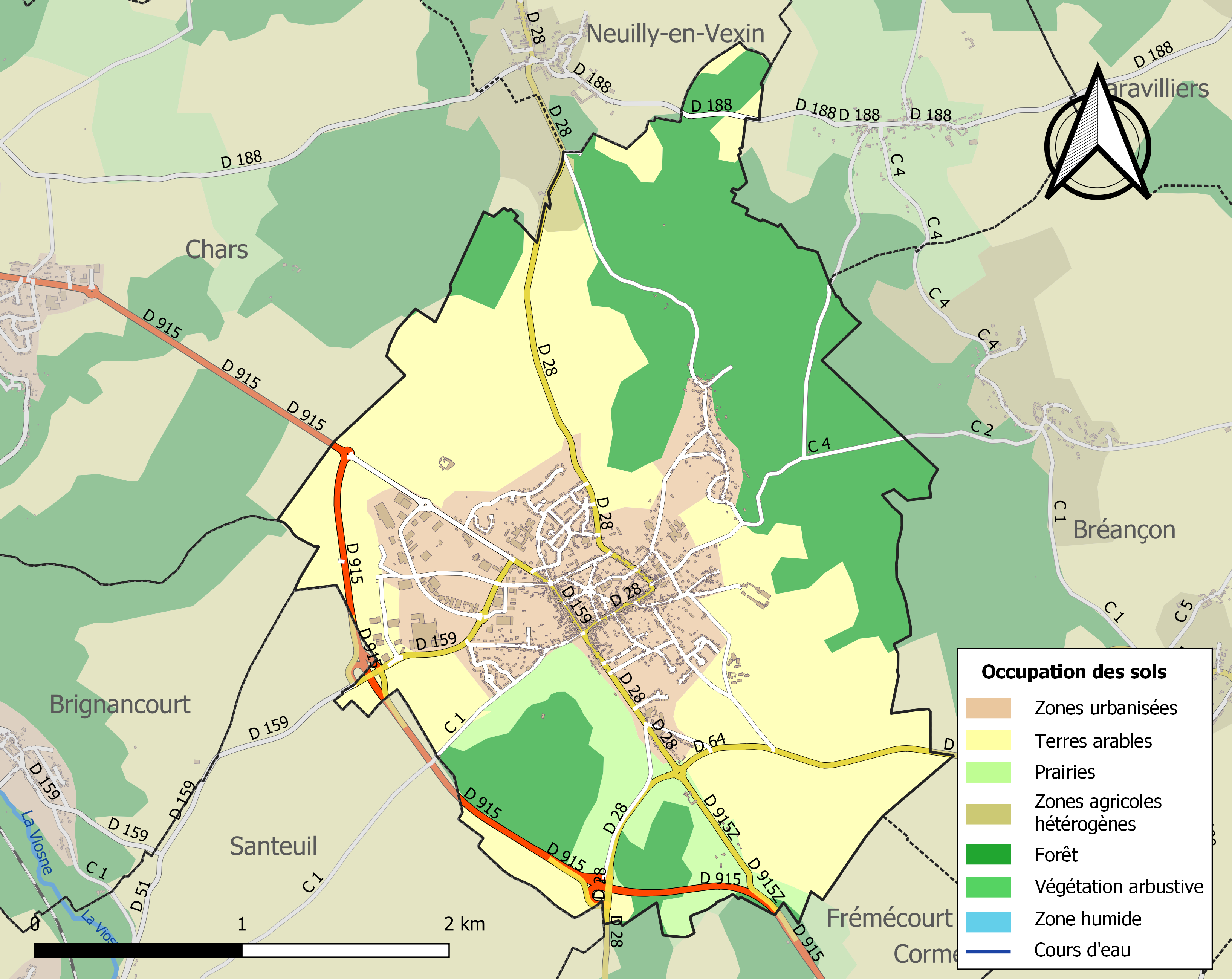
Occupation des sols

### Communes limitrophes
| Chars        | Neuilly-en-Vexin | Le Heaulme |
| Brignancourt | Marines          | Bréançon   |
| Santeuil     | Frémécourt       |            |

### Géologie et relief
La superficie de la commune est de 826 hectares (8,26 km2) ; son altitude varie entre 90 et 204 m.
Marines est le village de l'étage type du Marinésien, décrit pour la première fois par G. Dollfus en 1905 dans la localité type de Marines. Le Marinésien est la partie moyenne de l'éocène supérieur (ère Tertiaire) dans le bassin de Paris[réf. nécessaire].

### Hydrographie
Aucune rivière n'arrose le territoire de Marines, cependant l'eau n'y fait point défaut. De nombreux ruisseaux alimentés par des sources intarissables des pentes du Caillouet prennent vie et vont rejoindre la Viosne à l'ouest, et l'Oise à l'est du village en traversant les plaines fertiles du Vexin. Le Ruisseau de la Laire, le Ruisseau d'Arnoye, le Ruisseau à Lin sont les principaux cours d'eau qui traversent la commune de Marines.

### Climat
Pour des articles plus généraux, voir Climat de l'Île-de-France et Climat du Val-d'Oise.
En 2010, le climat de la commune est de type climat océanique dégradé des plaines du Centre et du Nord, selon une étude du CNRS s'appuyant sur une série de données couvrant la période 1971-2000. En 2020, Météo-France publie une typologie des climats de la France métropolitaine dans laquelle la commune est exposée à un climat océanique et est dans la région climatique Sud-ouest du bassin Parisien, caractérisée par une faible pluviométrie, notamment au printemps (120 à 150 mm) et un hiver froid (3,5 °C).
Pour la période 1971-2000, la température annuelle moyenne est de 10,8 °C, avec une amplitude thermique annuelle de 14,8 °C. Le cumul annuel moyen de précipitations est de 716 mm, avec 11,9 jours de précipitations en janvier et 8,1 jours en juillet. Pour la période 1991-2020, la température moyenne annuelle observée sur la station météorologique la plus proche, située sur la commune de Boissy-l'Aillerie à 9 km à vol d'oiseau, est de 11,2 °C et le cumul annuel moyen de précipitations est de 635,8 mm,. Pour l'avenir, les paramètres climatiques de la commune estimés pour 2050 selon différents scénarios d'émission de gaz à effet de serre sont consultables sur un site dédié publié par Météo-France en novembre 2022.

## Urbanisme

### Typologie
Au 1er janvier 2024, Marines est catégorisée bourg rural, selon la nouvelle grille communale de densité à sept niveaux définie par l'Insee en 2022.
Elle appartient à l'unité urbaine de Marines, une unité urbaine monocommunale constituant une ville isolée,. Par ailleurs la commune fait partie de l'aire d'attraction de Paris, dont elle est une commune de la couronne,. Cette aire regroupe 1 929 communes,.

### Logement
En 2009, le nombre total de logements dans la commune était de 1 264, alors qu'il était de 1 087 en 1999.
Parmi ces logements, 92,2 % étaient des résidences principales, 3,3 % des résidences secondaires et 4,4 % des logements vacants. Ces logements étaient pour 78,3 % d'entre eux des maisons individuelles et pour 20,7 % des appartements.
La proportion des résidences principales, propriétés de leurs occupants était de 66,3 %, en légère baisse par rapport à 1999 (68,3 %). La part de logements HLM loués vides (logements sociaux) est en baisse : 5,6 % contre 7,0 % en 1999.

## Voies de communication et transports

### Routier
- La D 915 (ancienne N 15) contourne le village par l'ouest depuis le 12 novembre 2002 et mène vers le nord-ouest à Gisors et Dieppe et vers le sud-est à Cergy-Pontoise et Paris.
- La D 159 venant de Arthies et Brignancourt et se terminant au niveau de la place Peyron.
- La D 28 passe au centre du village et mène vers le sud à Us et Meulan-en-Yvelines, et vers le nord à Neuilly-en-Vexin et dans son prolongement par la D 3(Oise) jusqu’à Beauvais.
- La D 64 commence à l'ouest du village et permet notamment de relier les communes de Bréançon, Vallangoujard et L'Isle-Adam.
- La D 915Z est un embranchement de la D 915 permettant de desservir l'ouest du village.

### Transport en commun
Plusieurs lignes du réseau de bus du Vexin desservent le village de Marines :
- 95.08 : Chars, Centre-Ville ↔ Cergy, Préfecture / RER via Pontoise, Place du Général de Gaulle
- 95.08 : Chars, Centre-Ville ↔ Cergy, Préfecture / RER via Pontoise, Marcouville
- 95.08 : Marines, Collège Les Hautiers ↔ Pontoise, Place du Général de Gaulle
- 95.31 : Marines, Collège Les Hautiers ↔ Arronville, Myosotis
- 95.32 : Marines, Collège Les Hautiers ↔ Bréançon, Église
- 95.32 : Marines, Collège Les Hautiers ↔ Berville, Lavoir
- 95.33 : Marines, Collège Les Hautiers ↔ Génicourt, Rue des Fossettes
- 95.34 : Marines, Collège Les Hautiers ↔ Sagy, Saillancourt Place
- 95.35 : Marines, Collège Les Hautiers ↔ Moussy, Mairie
- 95.35 : Marines, Collège Les Hautiers ↔ Seraincourt, Mairie
- 95.35 : Marines, Collège Les Hautiers ↔ Ableiges, Transformateur
- 95.35 : Marines, Collège Les Hautiers ↔ Chars, Bercagny

Avec la ligne 95.08 les temps de parcours depuis l'arrêt du bus Place Peyron vers Cergy, Préfecture / RER sont de 46 minutes avec un bus via Pontoise, Place du Général de Gaulle et de 24 minutes avec un bus via Pontoise, Marcouville.

### Voies douces
Le sentier de grande randonnée GR1 traverse le territoire de la commune d'est en ouest.
Une piste cyclable longe la D 915 entre Chars et Marines

## Toponymie
Le nom de la commune provient soit de Marius, suivi du suffixe -ina, qui indique la possession, soit le domaine de Marius, soit des Marignes, qui signifiaient autrefois les marais[réf. nécessaire].

Le nom de la commune proviendrait du nom d'un homme nommé Marinus qui aurait donné au féminin, Marines
On trouve la commune sous le nom de Marinæ en 1164.
Le nom de la ville est parfois sujet à la dérision de par sa proximité avec la ville d'Us, certains panneaux routiers indiquant "US MARINES" (en référence au Corps de Marines de l'armée Américaine)

## Histoire
On trouve les premières traces de l'occupation de l'homme au hameau des Hautiers[réf. nécessaire].

### Moyen Âge
Marines n'apparait qu'au début du haut Moyen Âge, il n'est qu'un pauvre village qui vit à l'ombre de la localité voisine de Chars, dont la splendeur de l'église Saint-Sulpice reflète encore sa prospérité ancienne. En 1250, Marines ne compte que vingt feux, c'est-à-dire foyers, et le hameau des Hautiers en compte autant, alors que Chars représente trois cent quarante feux. Les premiers habitants s'étaient installés aux Hautiers, sur le plateau du Caillouet, limité au nord-est par l'antique village du Rosnel, au sud par celui des Hautiers, a été défriché vers 1050 par les moines du prieuré Saint-Nicolas du Rosnel (sur l'actuelle commune de Bréançon, prieuré dépendant de l'abbaye Saint-Martin de Pontoise et fondé par Drogon du Rosnel. Ces moines obtinrent, à la fin du XIIe siècle, une partie de la dîme du lieu-dit les Essarts. Les basses pentes du Caillouet sont alors mises en valeur par le captage des sources (Marguerite, Saint-Rémy…) et le drainage des marais (lieu-dit les Glaises) le long des rus de la Lévrière et du Chesnel (aujourd'hui rue des Hautiers)[réf. nécessaire].
Ce sont ces mêmes moines qui établirent, sur la première ondulation des Hautiers, un très modeste oratoire près du ruisseau de la fontaine Sainte-Marguerite (aujourd'hui tarie) et de la source Saint-Rémy[réf. nécessaire].
Lors de la seconde moitié du moyen Âge central, et la première moitié du moyen Âge tardif, la seigneurie de Marines est très puissante[réf. nécessaire].
En 1435, pendant la guerre de Cent Ans, les Anglais détruisent l'église prieuriale qui avait été bénie par Eudes Rigaud en 1256 et ravagent le village[réf. nécessaire].

### De la Renaissance auXVIIIesiècle
La nouvelle église Saint-Rémi de Marines est érigée entre 1535 et 1562, à l'emplacement de celle brulée par les anglais[réf. nécessaire].
Vers 1575, devenu conseiller d'Henri IV, Adrien II de Brosses (1547-1593) fait construire le château de Marines, composé d'un corps de logis central flanqué de 2 pavillons et recouvert d'ardoises[réf. nécessaire].
Le roi séjourne au château de Marines le 10 août et la nuit du 11 août 1589 alors qu'avec son armée, venant de Poissy il veut prendre Clermont. Les derniers combats touchent les environs en 1594[réf. nécessaire].
Après la mort de la veuve de l'un de ses fils, la seigneurie de Marines est mise en vente par adjudication : le 23 août 1603, Nicolas Brulart de Sillery l'achète pour 290 000 livres. Ses fonctions importantes (premier garde des sceaux, ambassadeur près des Cantons suisses, chancelier de France en 1607) lui assurent les moyens de poursuivre la reconstruction de l'église à laquelle est adjointe la chapelle funéraire Saint-Roch. Cette chapelle est un brillant morceau d'architecture que Sillery destinait à sa sépulture. La chapelle Saint-Roch (baptisée au XIXe siècle Sacré-Cœur), n'a que cinq mètres de largeur et une élévation de sept mètres. Elle est faite en pierre dure de Chars ; une colonne de milieu soutient la voûte de sa crypte. Les armes de Sillery (de gueules, à la bande d'or chargée d'une trainée de sable accompagnée de cinq barillets de même) y figuraient ; elles ont été grattées en 1880, puis refaites, en plâtre en 1905. La porte dite des Sillery existe dans son état primitif[réf. nécessaire].
En 1617, de Sillery donne l'église de Marines aux Frères de l'Oratoire dont l'ordre vient d'être fondé par le cardinal Pierre de Bérulle. En 1611, une école de théologie y est établie. Le chancelier de Sillery attribue à l'Oratoire, en dehors des revenus du prieuré de Marines, une rente annuelle de 400 livres. Il imposa aux Pères l'obligation d'enseigner aux habitants de la paroisse la doctrine chrétienne[réf. nécessaire].
De 1619 au commencement de 1628, Marines est une école de théologie très renommée. Elle cesse de fonctionner car il était plus économique de donner l'instruction aux élèves de la congrégation, dans le séminaire de Paris. Pendant cette période, l'école de Marines est la plus active des écoles oratoriennes[réf. nécessaire].
En 1659, les Sillery sont contraints de vendre le domaine à François de Créquy, lieutenant général des armées du roi Louis XIV et maréchal de France. Le parc du château est alors créé sur les plans de Le Nôtre. Le maréchal de Créquy est compromis dans le procès Fouquet. Destitué de ses charges par le roi, il est exilé dans ses terres de Marines et y meurt en février 1687[réf. nécessaire].
Madame de Créquy conserve la propriété jusqu'en 1714. À sa mort, Thomas de Rivié, ami de Louvois et grand maître des Eaux et Forêts, fournisseur aux armées, achète la seigneurie et fait réaliser le captage des sources et la première fontaine sur la place du château en 1728. Le centre de Marines est alors profondément transformé par le nouveau tracé de la route royale adopté en 1745 : la rue Dauphine (actuellement Général de Gaulle) devient l'axe principal, délaissant la rue Vieille de Chars[réf. nécessaire].
Anne Yvonette Esther de Rivié, petite-nièce de Thomas, épouse en 1749 le comte Louis de Gouy d'Arsy issu d'une très ancienne famille de la noblesse de Picardie et d'Artois. Il devient alors seigneur de Marines. Il meurt en 1788 sans avoir pu achever le déplacement du marché, place Dauphine (actuelle place du docteur Cesbron) et la création des nombreuses voies rectilignes bordées d'arbres[réf. nécessaire].

### LeXIXesiècle
Le XIXe siècle voit le rôle du bourg, devenu chef-lieu de canton s'affirmer. La justice de paix, l'enregistrement, la gendarmerie et la garde nationale, l'école des filles installée en 1824 dans le couvent des bénédictines de Saint-Maur sur la route de Pontoise, la création d'une pompe à incendie et d'une poste à lettres en 1834[réf. nécessaire] sont la concrétisation de ce rôle local voulu par les Constituants en 1790[réf. nécessaire].
La création de la place de la mairie à l'endroit de l'aître (l'ancien cimetière) et la construction du nouveau bâtiment en 1842 en sont l'expression architecturale de cette époque[réf. nécessaire].
L’école publique de Marines, jusqu’en 1845, était une petite maison de l’impasse de l’église, ne se distinguant en rien des habitations voisines. Mal éclairée, sans carte, presque sans mobilier scolaire, elle était peu fréquentée et les bons élèves seulement savaient un peu lire, écrire et compter en la quittant. Elle fut transférée en 1846, dans une des salles de l’hôtel de ville ; un mobilier neuf comprenant des tables à 6 places fut acheté, quelques cartes et tableaux noirs, un poêle et un bureau complétèrent le mobilier scolaire. En 1856, l’école actuelle des garçons fut construite dans le pré Sainte-Barbe, sur la place de l’Étoile[réf. nécessaire], dans un terrain donné par M. Alfred de Gouy d’Arsy, maire et conseiller général.[réf. nécessaire]
L'économie reste surtout liée au passage et à la fonction commerciale : bien que les relais se trouvent à Cormeilles et à Chars, l'hôtellerie atteint son apogée sous le second Empire (l’Écu de France, le Dauphin, la Croix-Rouge…)[réf. nécessaire].
Grâce à l'intervention d'Edouard Réné (huissier et conseiller municipal), Jean-Baptiste Cartry, riche propriétaire terrien et cultivateur de Commeny, n’ayant ni femme ni enfant au soir de sa vie, décide par testament de fonder un hospice pour accueillir les vieillards à Marines[réf. nécessaire]. On saluerait sans réserve une telle générosité si elle n’était assortie de conditions extravagantes : le défunt veut en effet, outre une statue à son effigie, que l’on construise également, au même endroit, une église pour accueillir son tombeau ! Édifice dont le village de Marines n’a que faire… Ne voulant pas pour autant renoncer à une manne de deux millions de francs, la commune transige avec les sœurs du défunt, qui moyennant une part de l’héritage, acceptent d’assouplir les dernières volontés du donateur[réf. nécessaire]. L’hospice, dont les plans sont dus à l’architecte Gilbert du Vésinet, peut ainsi voir le jour en 1888, avec à l’entrée la statue de Jean-Baptiste Cartry, œuvre du sculpteur Granet, et au fond la chapelle où il repose. Son inauguration a lieu le 22 avril 1888 et il ouvre ses portes dès le 1er avril pour les premières admissions[réf. nécessaire].

### LeXXesiècle
Première Guerre mondiale
Le 3 septembre 1914, le Génie français fait sauter le pont ferroviaire de Mours, puis le viaduc de Moulin-Neuf à Presles, puis successivement les ponts routiers de L'Isle-Adam, de Stors et d'Auvers, alors que des patrouilles d'éclaireurs de Uhlans allemands sont aperçues à Auvers, à Chaponval, à L'Isle-Adam, à Beaumont-sur-Oise, à Marines, à Vallangoujard, à Bornel... Ces incursions cessent définitivement après les batailles de l'Ourcq et de la Marne

## Politique et administration

### Rattachements administratifs et électoraux
Antérieurement à la loi du 10 juillet 1964, la commune faisait partie du département de Seine-et-Oise. La réorganisation de la région parisienne en 1964 fit que la commune appartient désormais au département du Val-d'Oise et à son arrondissement de Pontoise, après un transfert administratif effectif au 1er janvier 1968.
Pour l'élection des députés, elle fait partie depuis 1968 de la première circonscription du Val-d'Oise.
Elle était le chef-lieu du canton de Marines depuis 1793. Dans le cadre du redécoupage cantonal de 2014 en France, la commune est désormais rattachée au canton de Pontoise.
La commune fait partie[Quand ?] de la juridiction d’instance, de grande instance ainsi que de commerce de Pontoise,.

### Intercommunalité
La commune, initialement membre de la communauté de communes Val de Viosne, est membre, depuis le 1er janvier 2013, de la Communauté de communes Vexin Centre.
En effet, cette dernière a été constituée le 1er janvier 2013 par la fusion de la communauté de communes des Trois Vallées du Vexin (12 communes), de la communauté de communes Val de Viosne (14 communes) et de la Communauté de communes du Plateau du Vexin (8 communes), conformément aux prévisions du Schéma départemental de coopération intercommunale du Val-d'Oise approuvé le 11 novembre 2011.

### Tendances politiques
Élections présidentielles
Résultats des deuxièmes tours :
- Élection présidentielle de 2002[25] : 81,32 % pour Jacques Chirac (UMP), 18,68 % pour Jean-Marie Le Pen (FN), 84,30 % de participation (1 707 inscrits).
- Élection présidentielle de 2007[26] : 61,31 % pour Nicolas Sarkozy (UMP), 38,69 % pour Ségolène Royal (PS), 88,60 % de participation (2 018 inscrits).
- Élection présidentielle de 2012[27] : 57,40 % pour Nicolas Sarkozy (UMP), 42,60 % pour François Hollande (PS), 84,36 % de participation (2 148 inscrits).
- Élection présidentielle de 2017[28] : 61,68 % pour Emmanuel Macron (En Marche), 38,32 % pour Marine Le Pen (FN), 78,36 % de participation (2 301 inscrits).
- Élection présidentielle de 2022[29] : 54,21 % pour Emmanuel Macron (LREM), 45,79 % pour Marine Le Pen (RN), 71,43 % de participation (2 429 inscrits).

Élections cantonales et départementales
Élections législatives
Résultats des deuxièmes tours :
- Élections législatives de 2002[30] : 62,02 % pour Philippe Houillon (UMP), 37,98 % pour Valérie Battaglia (Les Verts), 63,21 % de participation (1 707 inscrits).
- Élections législatives de 2007[31] : 62,42 % pour Philippe Houillon (UMP), 37,58 % pour Corine Drolon (PS), 61,27 % de participation (2 027 inscrits).
- Élections législatives de 2012[32] : 54,13 % pour Philippe Houillon (UMP), 45,87 % pour Tatiana Gründler (PS), 60,74 % de participation (2 150 inscrits).

Élections municipales
Au premier tour des élections municipales de 2014, la liste « divers gauche » conduite par Jacqueline Maigret a obtenu 64,22 % des suffrages exprimés et la liste « divers droite » conduite par Bruno Lafont-Rapnouil a obtenu 35,77 %, le taux d'abstention était de 29,23 %. Le conseil municipal est donc constitué de 19 membres issus de la liste divers gauche et de 4 membres issus de la liste divers droite.
Référendums
- Référendum de 1992 relatif au traité de Maastricht[35] : 51,04 % pour le oui, 48,96 % pour le non, 75,84 % de participation (1 610 inscrits).
- Référendum de 2000 relatif au quinquennat présidentiel[36] : 72,02 % pour le oui, 27,98 % pour le non, 34,61 % de participation (1 667 inscrits).
- Référendum de 2005 relatif au traité établissant une Constitution pour l'Europe[37]: 48,29 % pour le oui, 51,71 % pour le non, 76,20 % de participation (1 798 inscrits).

### Administration municipale
Le nombre d'habitants au dernier recensement étant compris entre 2 500 et 3 499, le nombre de membres du conseil municipal est de 23.

### Liste des maires
| Période                                  | Période                   | Identité                     | Étiquette | Qualité |
| ---------------------------------------- | ------------------------- | ---------------------------- | --------- | --- |
| Les données manquantes sont à compléter. |                           |                              |           | |
| 1818                                     | 1825                      | Ange Emmanuel de Gouy d'Arsy |           | |
| 1825                                     | 1849                      | Athanase de Gouy d'Arsy      |           | Comte de Gouy d'Arsy Conseiller général de Marines (1825 → 1849) Commandant de la garde nationale de Marines (1835 → 1849)                                                                        |
| 1850                                     | 1860                      | Alexandre Peyron             |           | Conseiller général |
| 1861                                     | 1868                      | Jean-François Lacordaire     |           | |
| 1869                                     | 1877                      | Alfred de Gouy d'Arsy        |           | Propriétaire Député au Corps législatif (1852 → 1858)[réf. nécessaire] Commandant de la Garde Nationale (1849) et de la compagnie de sapeurs pompiers Conseiller général de Marines (1871 → 1874) |
| 1878                                     | 1881                      | Louis-Ernest Peyron          |           | |
| 1882                                     |                           | René-Auxence Cochard         |           | |
|                                          |                           | François Xavier Meynard      |           | Médecin Conseiller général de Marines (1910 → 1913) |
|                                          | 1883                      | Roger Bouillant              |           | |
|                                          |                           |                              |           | |
| mars 1971                                | mars 1983                 | Roger Faure-Dauphin          | PS (app.) | Journaliste et syndicaliste, résistant |
| mars 1983                                | février 1992 (démission)  | Fabrice Saussez,             | RPR       | Dirigeant de société |
| février 1992                             | mars 1994                 | Joseph Parpay                | DVD       | Ancien premier adjoint |
| mars 1994                                | juillet 2018, (démission) | Jacqueline Maigret           | DVG       | Retraitée |
| juillet 2018                             | En cours                  | Nadine Ninot                 | SE-DVG    | Enseignante en économie gestion au lycée professionnel du Vexin |

### Jumelages
Au 26 avril 2014, Marines est jumelée avec :
- Kington (Angleterre) depuis 1979.

## Population et société

### Démographie
Ses habitants sont appelés les Marinois.

#### Évolution démographique
L'évolution du nombre d'habitants est connue à travers les recensements de la population effectués dans la commune depuis 1793. Pour les communes de moins de 10 000 habitants, une enquête de recensement portant sur toute la population est réalisée tous les cinq ans, les populations de référence des années intermédiaires étant quant à elles estimées par interpolation ou extrapolation. Pour la commune, le premier recensement exhaustif entrant dans le cadre du nouveau dispositif a été réalisé en 2008.

En 2022, la commune comptait 3 508 habitants, en évolution de +0,11 % par rapport à 2016 (Val-d'Oise : +4 %, France hors Mayotte : +2,11 %).
| 1793  | 1800  | 1806  | 1821  | 1831  | 1836  | 1841  | 1846  | 1851  |
| ----- | ----- | ----- | ----- | ----- | ----- | ----- | ----- | ----- |
| 1 293 | 1 337 | 1 370 | 1 450 | 1 565 | 1 603 | 1 645 | 1 645 | 1 697 |

| 1856  | 1861  | 1866  | 1872  | 1876  | 1881  | 1886  | 1891  | 1896  |
| ----- | ----- | ----- | ----- | ----- | ----- | ----- | ----- | ----- |
| 1 706 | 1 618 | 1 571 | 1 542 | 1 575 | 1 433 | 1 535 | 1 527 | 1 636 |

| 1901  | 1906  | 1911  | 1921  | 1926  | 1931  | 1936  | 1946  | 1954  |
| ----- | ----- | ----- | ----- | ----- | ----- | ----- | ----- | ----- |
| 1 630 | 1 633 | 1 651 | 1 437 | 1 563 | 1 528 | 1 659 | 1 585 | 1 784 |

| 1962  | 1968  | 1975  | 1982  | 1990  | 1999  | 2006  | 2008  | 2013  |
| ----- | ----- | ----- | ----- | ----- | ----- | ----- | ----- | ----- |
| 1 970 | 2 021 | 2 074 | 2 144 | 2 495 | 2 925 | 3 165 | 3 232 | 3 433 |

| 2018  | 2022  | - | - | - | - | - | - | - |
| ----- | ----- | - | - | - | - | - | - | - |
| 3 459 | 3 508 | - | - | - | - | - | - | - |

#### Pyramide des âges
En 2018, le taux de personnes d'un âge inférieur à 30 ans s'élève à 37,8 %, soit en dessous de la moyenne départementale (41,2 %). À l'inverse, le taux de personnes d'âge supérieur à 60 ans est de 20,5 % la même année, alors qu'il est de 18,7 % au niveau départemental.
En 2018, la commune comptait 1 665 hommes pour 1 794 femmes, soit un taux de 51,86 % de femmes, légèrement supérieur au taux départemental (51,42 %).
Les pyramides des âges de la commune et du département s'établissent comme suit.
| Hommes | Classe d’âge | Femmes |
| ------ | ------------ | ------ |
| 1,0    | 90 ou +      | 2,6    |
| 4,6    | 75-89 ans    | 8,0    |
| 13,0   | 60-74 ans    | 11,6   |
| 22,4   | 45-59 ans    | 22,4   |
| 18,6   | 30-44 ans    | 20,0   |
| 18,1   | 15-29 ans    | 15,3   |
| 22,2   | 0-14 ans     | 20,1   |

| Hommes | Classe d’âge | Femmes |
| ------ | ------------ | ------ |
| 0,4    | 90 ou +      | 1,1    |
| 4,5    | 75-89 ans    | 6      |
| 12,7   | 60-74 ans    | 13,6   |
| 19,2   | 45-59 ans    | 19     |
| 20,8   | 30-44 ans    | 21,1   |
| 19,6   | 15-29 ans    | 18,5   |
| 22,8   | 0-14 ans     | 20,7   |

### Enseignement
La commune administre l'école maternelle des Murgers et l'école élémentaire Paul Cézanne.
Le département gère le collège des Hautiers.
La commune de Marines dispose également de l'Institut thérapeutique, éducatif et pédagogique (ITEP) l'Oratoire.

### Santé
Marines accueille l'établissement gérontologique Jean-Baptiste Cartry. L’établissement est né à la fin du XIXe siècle, grâce à Jean Baptiste Cartry. Il est inauguré le 22 avril 1888, mais il ouvre ses portes dès le 1er avril pour les premières admissions. La principale occupation de la commission administrative de la fondation Cartry est de gérer :
- un économe et sa femme faisant office de lingère ; un infirmier et une infirmière ; une cuisinière et quatre femmes de service ;
- l’achat des fournitures nécessaires à l’accueil des premiers pensionnaires. L’hospice compte alors seize lits (huit lits d’hommes et huit lits de femmes).

La fondation Cartry répond alors à des besoins importants. En effet, elle apparaît comme le dernier recours pour la population communale en détresse sociale. En offrant de nombreux services (distribution de bons de pain et de viande, paiement de médicaments pour les familles nécessiteuses...) ; elle devient un acteur essentiel pour la commune.
Dans les années 1960, l’hôpital est à la fois un hospice pour les indigents, une maison de retraite, un service de médecine, de psychiatrie, de radiographie et une maternité avec près de 200 lits.
La fin du XXe siècle marque un tournant décisif. Un premier programme d’humanisation est entrepris de 1958 à 1961 portant sur deux ailes nouvelles. D’autres travaux ont lieu de 1971 à 1973 : une salle de spectacles avec télévision, bibliothèque, salon de coiffure, bureau de réception, cafétéria. En 1999, conformément à sa vocation, l’institut change de nom et devient « établissement public de gérontologie Jean-Baptiste Cartry ».
Le 1er janvier 2011, l’hôpital gérontologique de Marines fusionne avec le centre hospitalier du Vexin pour créer le groupement hospitalier intercommunal du Vexin (GHIV), au sein duquel Marines demeure le site référent en gérontologie.

## Culture locale et patrimoine

### Lieux et monuments
La commune compte deux édifices inscrits ou classés aux monuments historiques, un parc répertorié au pré-inventaire des jardins remarquables, et deux éléments de mobilier classés monument historique au titre objet.

#### Monuments historiques

##### Église Saint-Remi et ancienne chapelle funéraire

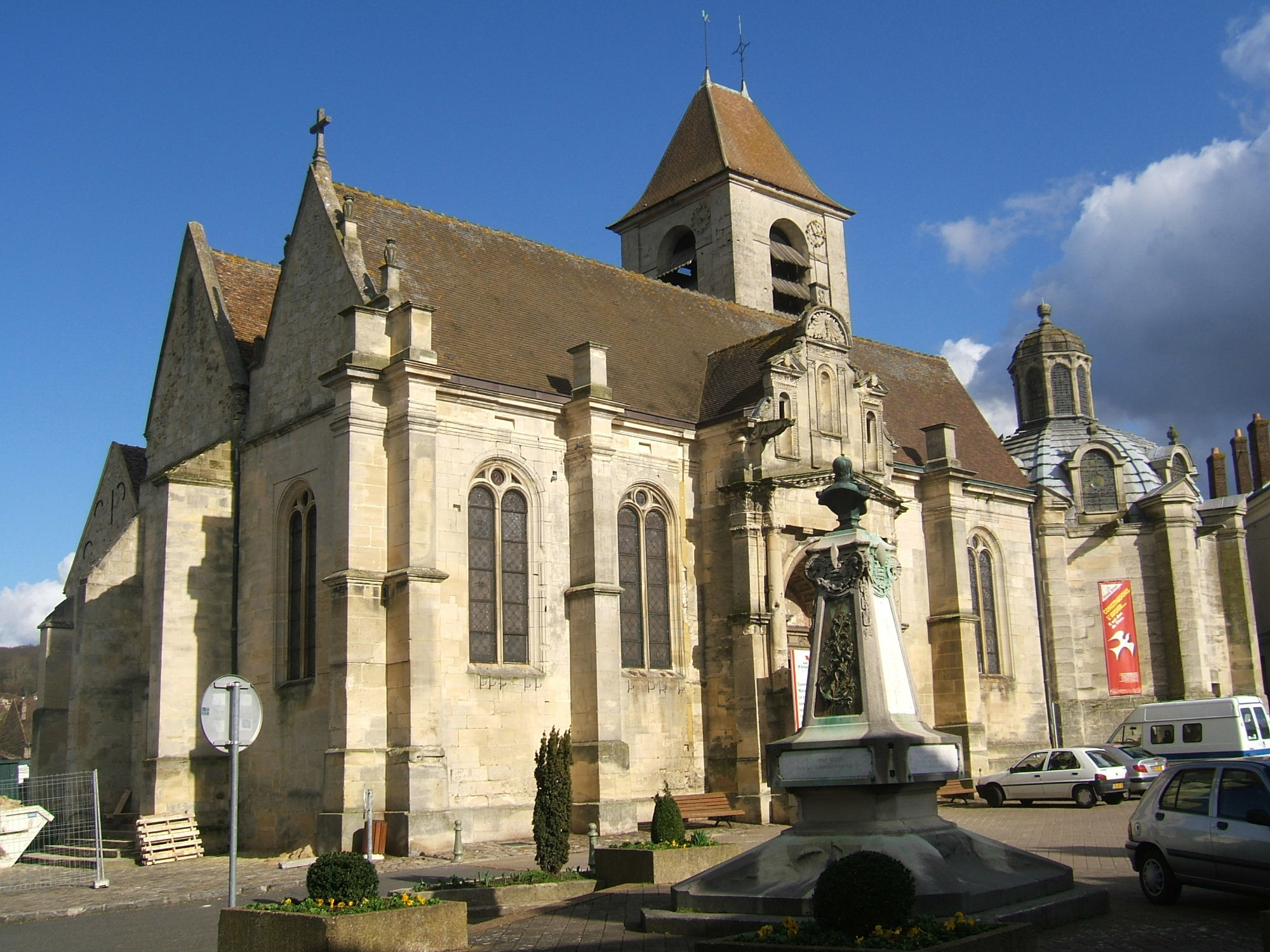
L'église Saint-Rémi.

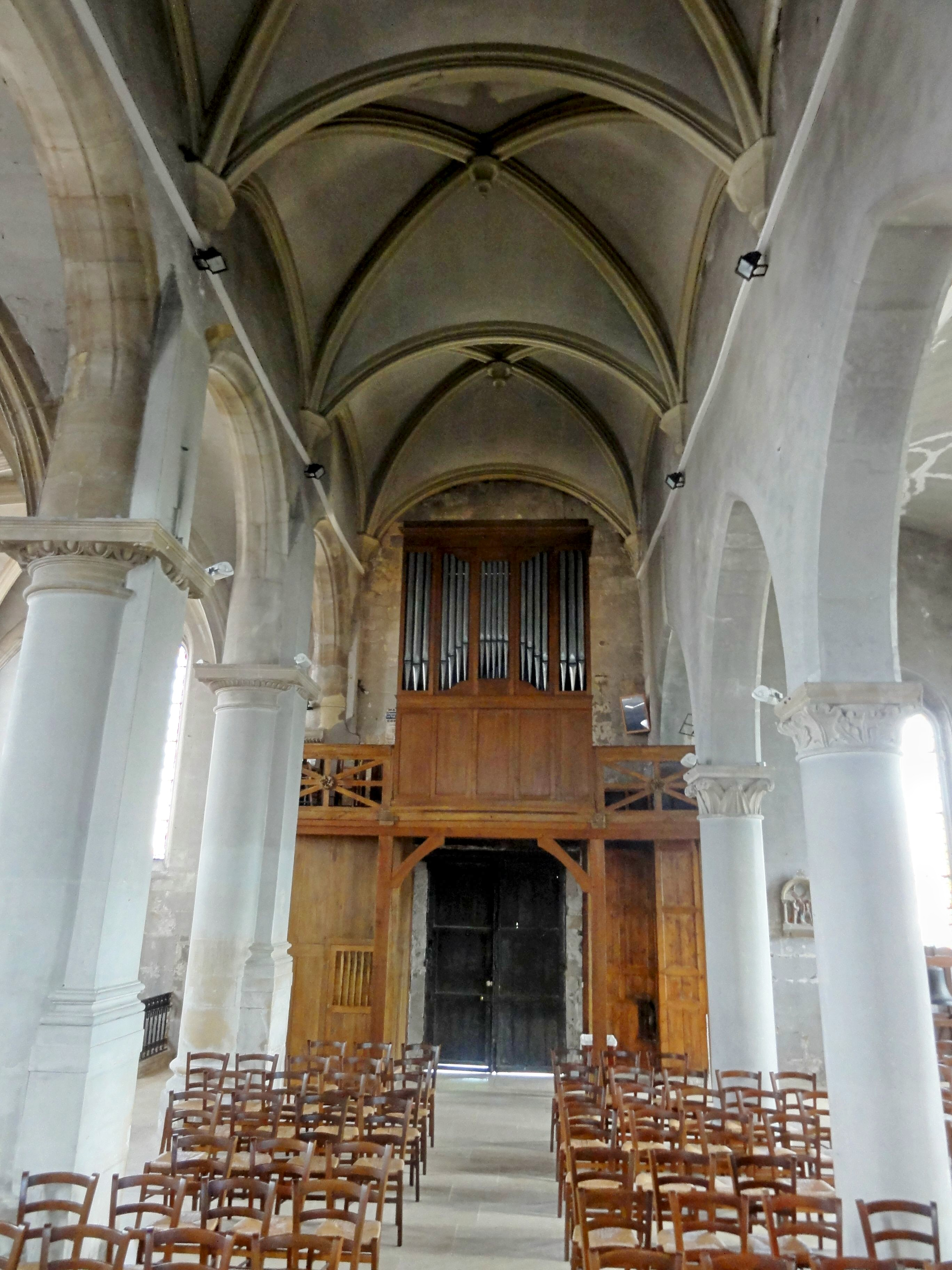
Nef, vue vers l'ouest.

L'église Saint-Rémi est inscrite aux monuments historiques depuis le 16 juin 1926, et la chapelle funéraire attenante à l'église est classée depuis le 19 juin 1981. L'église succède à une chapelle, que le roi Louis le Gros donne aux chanoines réguliers de saint Augustin de l'abbaye Saint-Vincent de Senlis entre 1125 et 1130. Les chanoines assurent le service paroissial, et font édifier l'église actuelle à partir du milieu du XIIe siècle. La première travée du chœur, le transept et les grandes arcades au nord de la nef sont les seuls éléments qui en subsistent à ce jour. Ils appartiennent au style gothique primitif. La dédicace de l'église au titre de Saint-Rémi est célébrée le 12 juillet 1256 par Eudes Rigaud, archevêque de Rouen. L'église souffre sous la Guerre de Cent Ans, et est reconstruite par étapes successives à partir du XVIe siècle. Les grandes arcades au sud de la nef notamment affichent le style gothique flamboyant. Elles sont reprises en sous-œuvre dès le milieu du siècle, et munies de chapiteaux Renaissance. En 1562, l'archidiacre Guillaumes Germain fait appel au maître-maçon Nicolas Le Mercier pour édifier un porche devant le collatéral sud, qui représente l'un des deux éléments remarquables de l'église. Le pourtour des collatéraux est également refait dans le style de la Renaissance, mais les travaux ne sont pas achevés, ce qui est particulièrement évident dans le collatéral nord. En 1618, les pères Oratoriens se substituent aux chanoines. Peu de temps après, le seigneur Nicolas Brulart de Sillery commande une chapelle funéraire à l'architecte François Mansart. Elle est aujourd'hui dédiée au Sacré-Cœur de Jésus, et représente l'autre élément remarquable de l'église. Les parties orientales ont pratiquement perdu tout leur caractère et leur intérêt au cours des remaniements et restaurations maladroites qu'elles ont subis depuis la Renaissance,. À ce jour, l'intérieur de l'église attend toujours une restauration. L'église Saint-Rémi est aujourd'hui au centre d'un grand regroupement paroissial, qui s'étend sur trente-quatre communes. Les messes dominicales y sont célébrées chaque dimanche à 11 heures.

##### Château de Marines
Les plafonds peints des trois pièces du premier étage du château de Marines, place Amiral Ernest-Peyron, sont inscrits depuis le 9 novembre 1984. Le parc du château est répertorié comme site classé.
Le château fut édifié pendant le deuxième quart du XVIe siècle pour la famille de Brosses. Il se compose d'un corps de logis central flanqué de deux pavillons massifs, coiffés de hautes toitures couvertes d'ardoise. Le château a malheureusement été brutalement rénové au cours du XXe siècle. Dans ce cadre, un bâtiment ancien possédant une tour ronde au toit en poivrière et donnant directement sur la place a été démoli.

#### Autres éléments du patrimoine

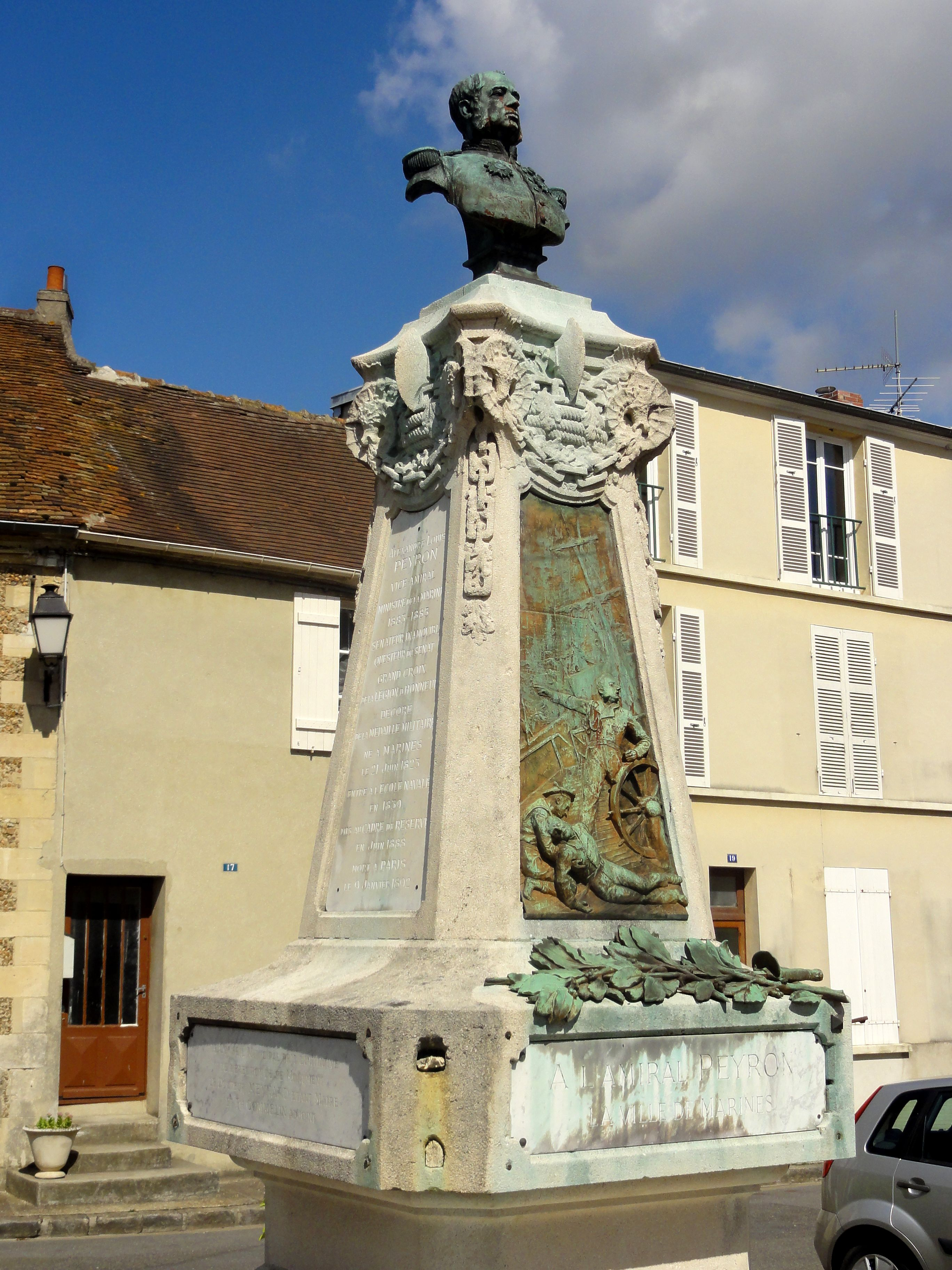
Monument pour l'amiral Alexandre Peyron.

La fontaine, place du général Leclerc, date de 1728 et se situait jusqu'en 1832 place du château. Une fontaine presque identique se trouve aujourd'hui sur la place du château (place Ernest-Peyron).
Le monument dédié à Alexandre Peyron (1823-1892), place du général Leclerc, a été inauguré par Armand Fallières, président du Sénat et futur président de la République. Le monument maintient le souvenir de l'amiral natif de Marines, également préfet maritime, ministre de la Marine et sénateur au cours de sa carrière.
L'ancien couvent des oratoriens fut construit vers 1618 par Clément Métezeau, architecte des bâtiments du roi, à l'emplacement d'un ancien prieuré.
La statue de Jean-Baptiste Cartry, dans la cour de l'hospice, rue de la croix des Vignes, a été érigée au XIXe siècle en l'honneur de l'agriculture dont le legs a permis de construire un nouveau bâtiment destiné à accueillir les vieux agriculteurs habitant des fermes isolées.
Le porche d'entrée du cimetière permet aux visiteurs de se protéger contre les intempéries.
L'ancienne gare de Marines, rue André-Baleydier, fut ouverte le 7 novembre 1891 avec l'inauguration de la dernière section du chemin de fer d'intérêt local Valmondois - Marines, à voie métrique. Depuis la fermeture de la ligne, le bâtiment-voyageurs avec sa halle à marchandises accolée et la remise à machines sont occupés par la direction départementale de l'Équipement. La ligne de Chars à Marines, à voie normale, possédait une autre gare faisant face à la première.
L'ancienne halte de Marines, près de l'ancienne RN 15 : le bourg était plus directement desservi par la gare de Marines-Halte, sur la ligne de Chars. Son bâtiment-voyageurs a été reconverti et abrite maintenant le Centre Loisirs et Culture.
La statue de la Vierge au hameau des Hautiers (rue Radégonde / rue du maréchal Foch), a été érigée en 1954 à l’occasion du dixième anniversaire de la Libération de la ville. La communauté paroissiale réalisait alors le vœu des fidèles et de l’abbé Joseph Constantin, curé-doyen de 1937 à 1949, désireux de montrer leur reconnaissance à la Vierge pour la protection assurée en 1943 et 1944, lorsque la ville de Marines avait été épargnée par les nombreux bombardements et les destructions massives de la Seconde Guerre mondiale. L’emplacement choisi correspond à un point de vue remarquable sur la commune.
Le lavoir des Hautiers (rue Radégonde) remonte à 1840, il est tombé en ruines puis a été entièrement reconstitué avec des matériaux neufs, sauf les pavés autour du bassin. Il est alimenté par la source Saint-Rémy.

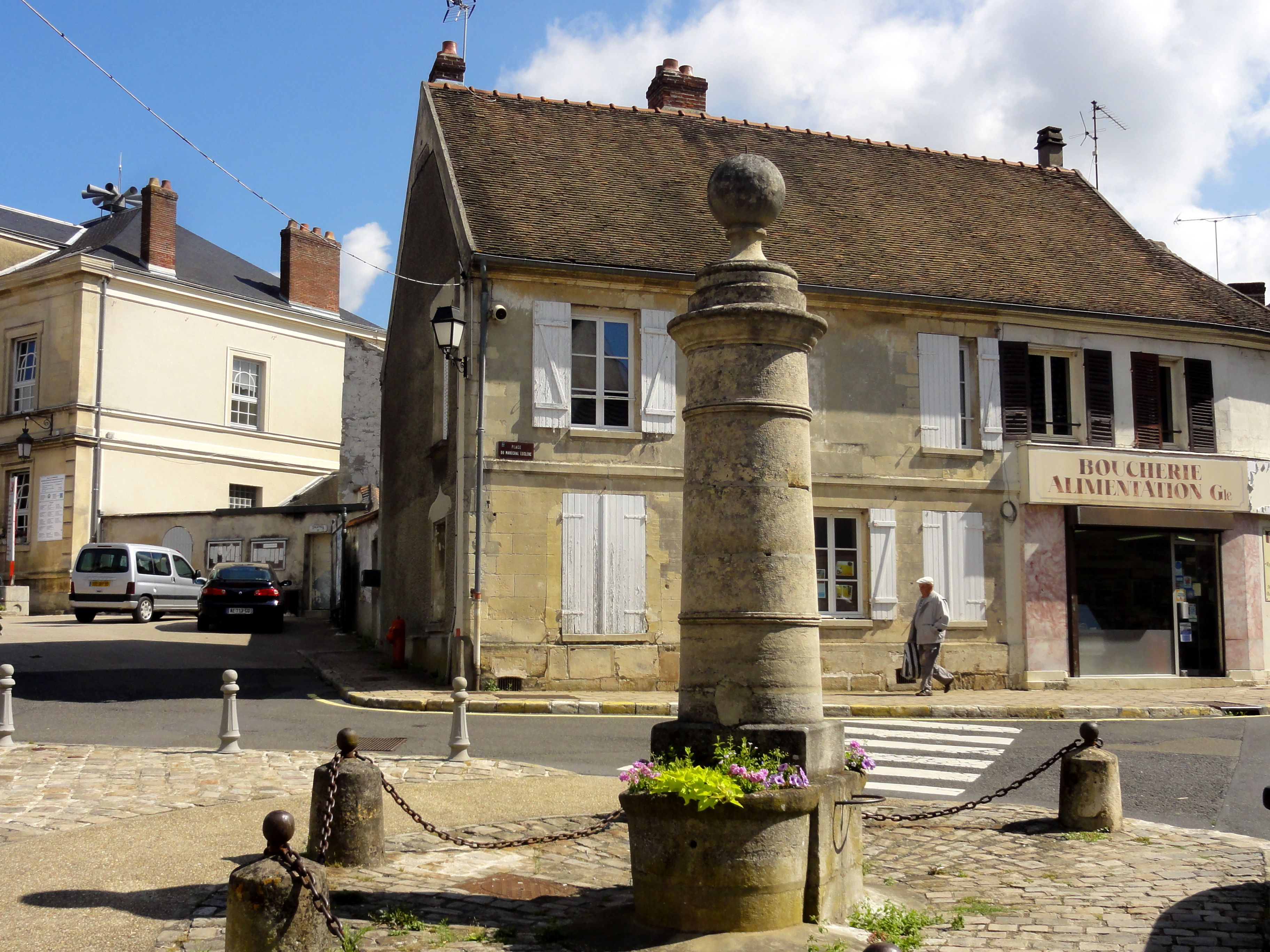
Fontaine, place du général Leclerc.
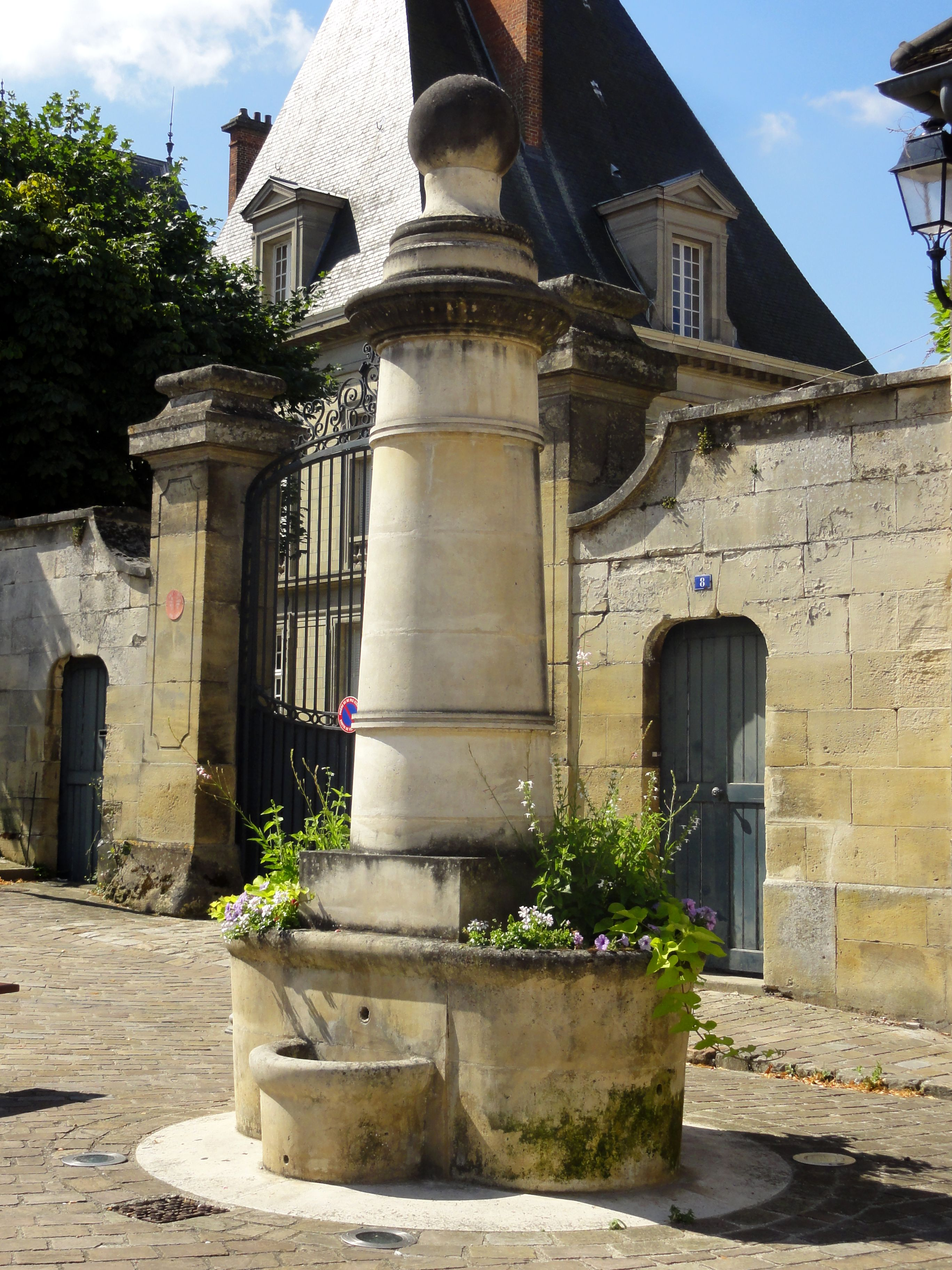
Fontaine, place Ernest Peyron.
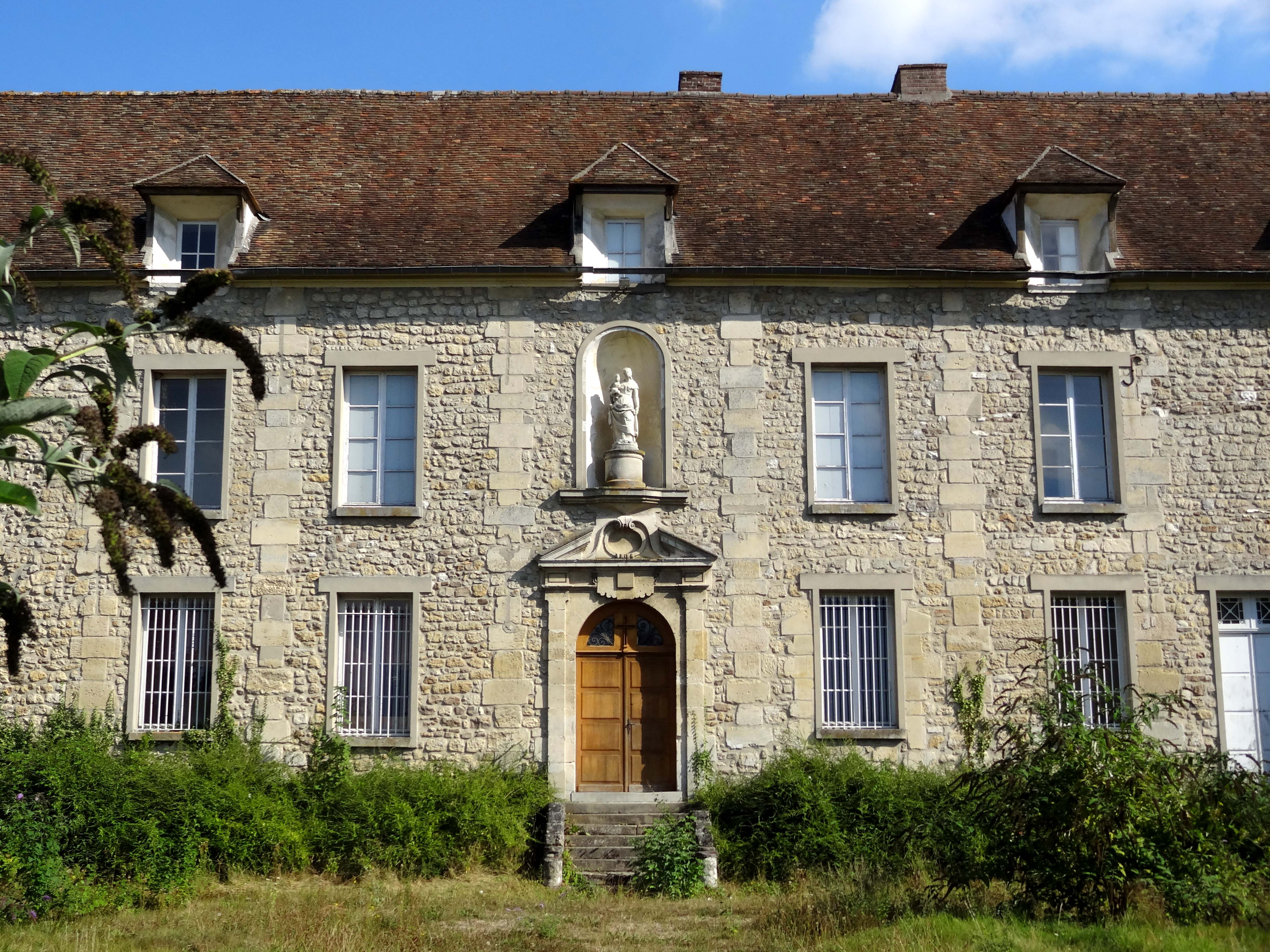
Ancien couvent des pères Oratoriens.
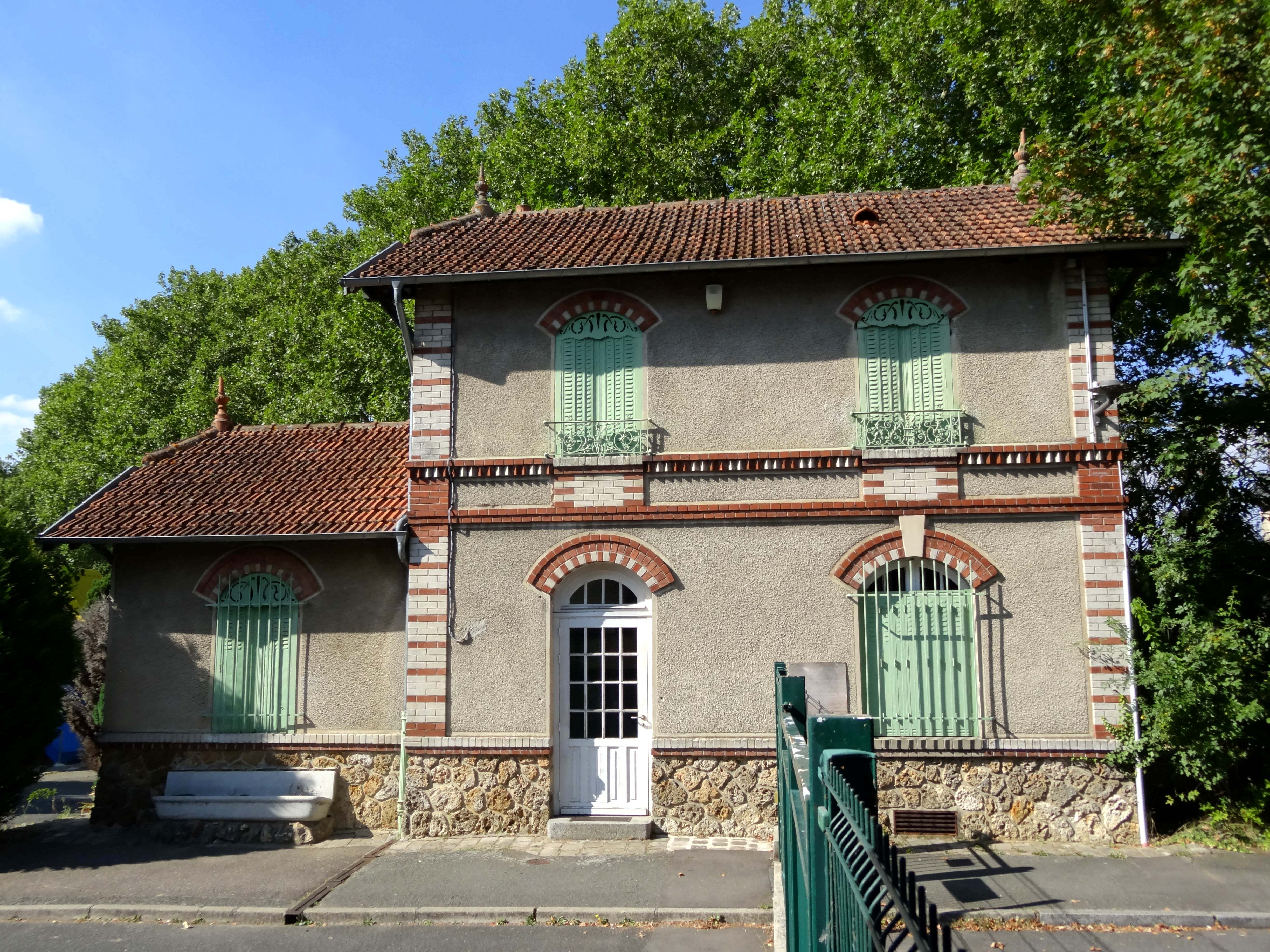
Ancienne gare de Marines (Halte).
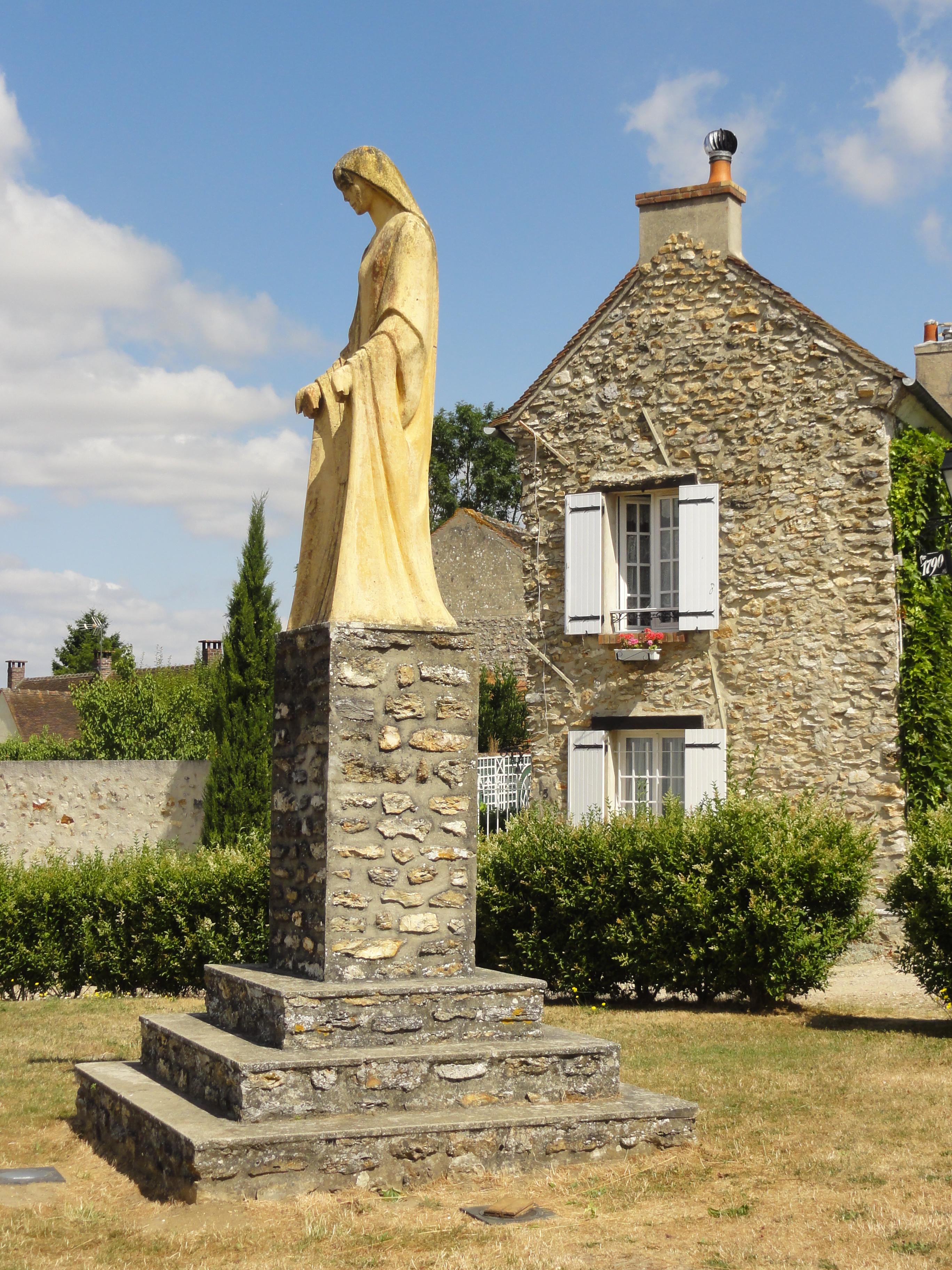
Statue de la Vierge au hameau des Hautiers.
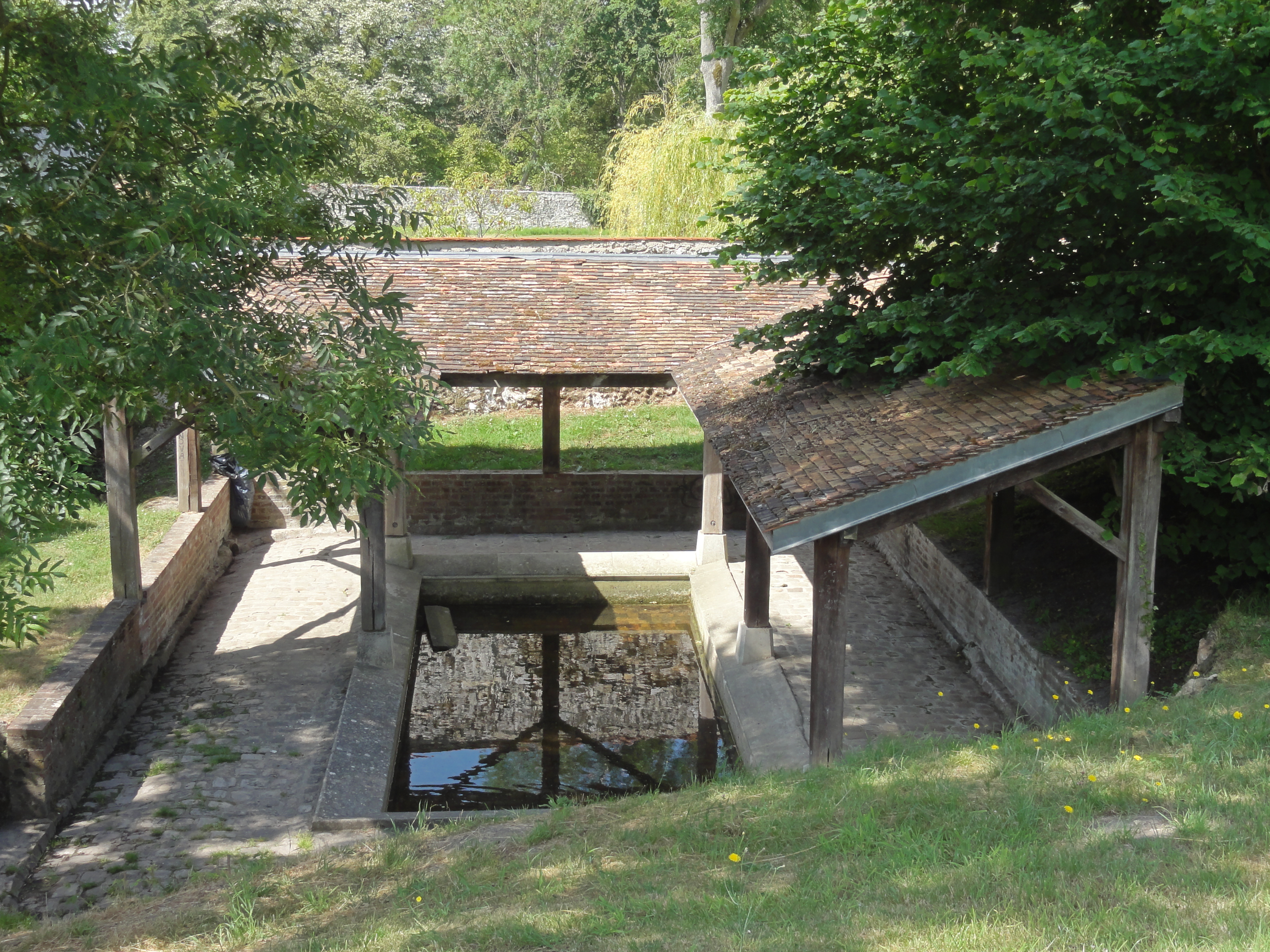
Lavoir des Hautiers.

### Marines au cinéma et à la télévision
- 1976 : Les Week-ends maléfiques du Comte Zaroff de Michel Lemoine
- 1978 : La Carapate de Gérard Oury
- 1981 : Les Espadrilles prennent l'eau de José Pinheiro
- 1983 : Papy fait de la résistance de Jean-Marie Poiré
- 1984 : Liste Noire de Alain Bonnot
- 1985 : Sac de nœuds de Josiane Balasko
- 1991 : L'Opération Corned-Beef de Jean-Marie Poiré
- 1992 : Olivier, Olivier de Agnieszka Holland
- 1993 : Les Visiteurs (scène avec le facteur)
- 1993 : Jacques le Fataliste et son maître d'Antoine Douchet
- 1994 : Rêveuse Jeunesse de Nadine Trintignant
- 1995 : Les Misérables de Claude Lelouch
- 1997 : Le Diable en sabots de Nicole Berckmans
- 1997 : Viens jouer dans la cour des grands de Caroline Huppert
- 1998 : Les Rives du paradis de Robin Davis
- 2000 : L'Extraterrestre de Didier Bourdon
- 2000 : Louis Page : Le Choix de Thomas de Jean-Louis Lorenzi
- 2000 : Chère Marianne : La Sous-préfète aux champs de Bernard Uzan
- 2003 : Bon voyage de Jean-Paul Rappeneau
- 2005 : Les Inséparables : Tout nouveau tout beau série TV de Élisabeth Rappeneau
- 2007 : Paris XVI
- 2009 : Joséphine, ange gardien : Ennemis jurés de Christophe Barbier
- 2010 : Marion Mazzano de Marc Angelo
- 2014 : La Famille Bélier d'Éric Lartigau au collège
- 2016 : Profilage, saison 7 de Chris Briant

### Personnalités liées à la commune

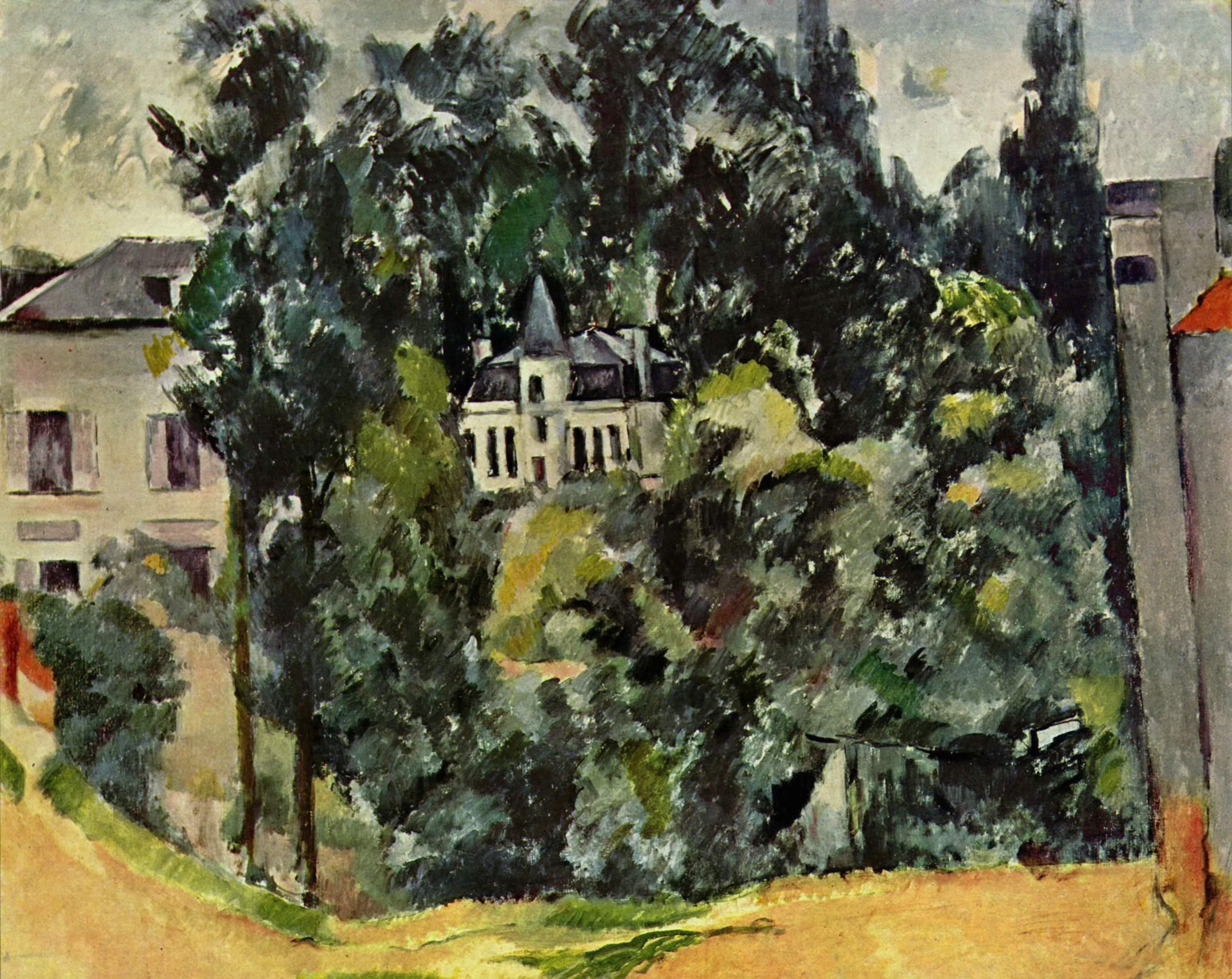
Château de Marines peint par Paul Cézanne.

- Frédéric Bonnefille (1841-1922), homme politique, maire de Massy, sénateur de Seine-et-Oise.
- Alain Brieux (1922-1985), antiquaire et libraire français est né à Marines.
- Louis Bruslard de Sillery (1619-1691), militaire.
- Nicolas Brulart de Sillery (1544-1624), garde des Sceaux.
- Paul Cézanne y trouva l'inspiration pour ses tableaux, en particulier aux Hautiers, et peignit une toile du château de Marines vers 1889.
- Charles-Alexis Chauvet (1837-1871), compositeur et organiste.
- Maréchal de Créquy, marquis de Marines.
- David Daoud (1970-), artiste peintre résidant à Marines.
- André Deslignères (1880-1968), artiste peintre et graveur, est mort à Marines.
- Alfred de Gouy, comte d'Arsy (1816-1859), membre du Conseil général de Seine-et-Oise, député au Corps législatif en 1852.
- Athanase de Gouy, comte d'Arsy (1785-1849), maire de Marines et membre du Conseil général de Seine-et-Oise.
- Louis de Gouy d'Arsy (1717-1790), filleul de Louis XV, maréchal des camps et armées du roi, lieutenant général du Vexin français.
- Claude Mantel (1916-1994), résistant et haut-fonctionnaire, Compagnon de la Libération, est mort à Marines et y est inhumé. Une rue de la commune porte son nom.
- Louis Marthe de Gouy d'Arsy (1753-1794), fils de Louis de Gouy d'Arsy, colonel des dragons de la reine, député de Saint-Domingue aux États généraux. En 1790, il propose la création des assignats et fait choisir Marines comme chef-lieu de canton. Il est guillotiné à la suite de la Conspiration des prisons.
- Nicolas Malebranche (1638-1715), prêtre oratorien et théologien a fait de fréquents séjours au couvent de Marines.
- Eudes Rigaud, archevêque de Rouen vient dédicacer l'église le 16 juillet 1256 (sixième dimanche après la Pentecôte)
- Charles-François Mandar (1757-1844), architecte.
- Jean-François Mandar (1732-1803), oratorien, ami de Jean-Jacques Rousseau.
- Théophile Mandar (1759-1823) homme politique et écrivain.
- Alexandre Louis François Peyron (1823-1892), officier de marine et homme politique français né à Marines le 21 juin 1823.
- Madeleine Robinson, actrice, y passe son enfance.
- Jean-Jacques Rousseau vint herboriser à Marines au XVIIIe siècle.

### Héraldique
| Blason de Marines (Val-d'Oise) | Blason  | D'azur, au navire équipé et habillé d'argent, voguant sur des ondes du même, mouvant de la pointe. |
| Blason de Marines (Val-d'Oise) | Détails | Vers la fin du XIVe siècle, les bateliers mariniers naviguant sur la Seine et l'Oise avaient pour habitude de faire escale à Andrésy au confluent des deux fleuves. En raison des liens entre les deux seigneuries de Marines et d'Andrésy, ils venaient séjourner dans le secteur, en renforçant ainsi dans l'inconscient populaire le nom de Marines. Ils seraient à l'origine du navire figurant sur le blason de la ville depuis le Moyen Âge. Celui-ci fut attribué officiellement à la commune de Marines par le Premier Consul en 1803. |